# مهران حاتمی
مهران حاتمی (زاده ۲۱ فروردین ۱۳۴۳) بازیکن سابق و مربی بسکتبال اهل ایران است.
وی در جام ملت‌های بسکتبال آسیا ۱۹۸۹، بازی‌های آسیایی ۱۹۹۰، جام ملت‌های بسکتبال آسیا ۱۹۹۱، جام ملت‌های بسکتبال آسیا ۱۹۹۳، بازی‌های آسیایی ۱۹۹۴، جام ملت‌های بسکتبال آسیا ۱۹۹۵، جام ملت‌های بسکتبال آسیا ۱۹۹۷ و بازی‌های آسیایی ۱۹۹۸ عضو تیم ملی بسکتبال ایران بوده است.

## مربیگری
باشگاهی:
- دانشگاه آزاد[۳]
- پتروشیمی بندر امام خمینی[۴]
- ثامن مشهد
- شهرداری تبریز
- ذوب‌آهن اصفهان
- تیم شهرداری گرگان

ملی:
- بسکتبال جوانان ایران[۵]
- دستیاری در تیم ملی بسکتبال ایران[۲]
- سرمربی تیم ملی بسکتبال ایران[۶]